# 長谷川暁子
長谷川 暁子（はせがわ あきこ、旧姓：内田〈うちだ〉、1985年11月30日 - ）は、日本の元女子インドアバレーボール選手、ビーチバレーボール選手。現在はNTTコムウェア所属。

## 来歴
東京都江東区出身。友達に誘われて小学校4年生よりバレーボールを始める。文京女子中・高校を経て、青山学院大学に進学。2006年、大学5冠達成に貢献。第5回東アジア地区バレーボール選手権大会において活躍した。
2007年には主将を務め、関東大学リーグにおいてMVPやベストスコアラーなどを獲得。同年6月に行われたバンコクユニバーシアード大会において5位入賞に貢献した。2009年7月のユニバーシアードベオグラード大会にも出場した。
2008年、プレミアリーグ・NECレッドロケッツに入部。2008-09Vプレミアリーグで4シーズンぶりの四強進出に貢献した。2011年度からチームの副主将、2012年度から主将を務めている。2012年のVサマーリーグで2連覇に大きく貢献した。2012/13Vプレミアリーグではレギュラーラウンド1位の好成績を残し、続く第62回黒鷲旗大会で準優勝を果たした。
2013年5月、ビーチバレー選手の長谷川徳海と結婚。
2014年6月、NECを勇退し、同年11月にビーチバレー選手としてJVAビーチバレーボール強化指定候補選手に選出された。
2015年7月に開催されたJVAビーチバレーボールシリーズA行橋大会で永田唯とのペアで、同シリーズの初優勝を果たした。
2018年アジア競技大会で夫婦そろって日本代表に選ばれる。
2024年パリオリンピックに石井美樹とのペアで出場。決勝トーナメント進出を果たした。

## 球歴
- ユニバーシアード代表 - 2007年、2009年
- オリンピック - 2024年

## 所属チーム
- 東川小（大島中央エンジェルス）
- 文京学院大学女子中
- 文京学院大学女子高校
- 青山学院大学
- NECレッドロケッツ（2008-2014年）